# Шевченкове (Кегичівська селищна громада)
Шевче́нкове — село в Україні, у Берестинському районі Харківської області. Населення становить 29 осіб. Орган місцевого самоврядування — Власівська сільська рада.
Після ліквідації Кегичівського району 19 липня 2020 року село увійшло до Красноградського (Берестинського) району.

## Географія
Село Шевченкове знаходиться на правому березі річки Берестова, вище за течією на відстані 1 км розташоване село Кофанівка, нижче за течією на відстані 1 км розташоване село Дячківка, на протилежному березі розташоване село Власівка. До села примикають невеликі лісові масиви (сосна).

## Історія
1925 — дата заснування.
Під час організованого радянською владою Голодомору 1932—1933 років померло щонайменше 8 жителів села.

## Економіка
- Молочно-товарна ферма.